# Ali Al-Bulaihi
Ali Hadi Al-Bulaihi (Diriyah, 21 de novembro de 1989), é um futebolista saudita que atua como zagueiro. Atualmente joga pelo Al-Hilal.

## Carreira
Foi convocado para defender a Seleção Saudita de Futebol na Copa do Mundo de 2018.

## Títulos
Al-Hilal
- Campeonato Saudita: 2017–18, 2019–20, 2020–21, 2021–22, 2023–24
- Copa do Rei: 2019–20, 2022–23, 2023–24
- Supercopa da Arábia Saudita: 2018, 2021, 2023
- Liga dos Campeões da AFC: 2019, 2021

### Prêmios individuais
- Seleção da Copa da Ásia: 2023